# Maurice George Moore
Pour les articles homonymes, voir Moore.
Maurice George Moore, CB (10 août 1854 – 8 septembre 1939) est un militaire et homme politique irlandais.

## Jeunesse
Moore est le deuxième des quatre fils de George Henry Moore de Moore Hall, dans le comté de Mayo, et de Mary Blake de Ballinafad, comté de Galway. Son frère aîné est l'écrivain, George R. Moore. Né à Moore Hall, il a fait ses études à Mayo et à l'Académie royale militaire de Sandhurst où il a reçu une formation d'officier.

## Carrière militaire
Moore rejoint l'armée britannique en tant que lieutenant dans les Connaught Rangers le 13 juin 1874. Il participe aux guerres cafres à la fin des années 1870 et à la guerre anglo-zouloue en 1879 ; il est promu capitaine le 1er novembre 1882 et major le 8 février 1893. Durant la seconde guerre des Boers, il participe aux batailles de Ladysmith (octobre 1899), Colenso (décembre 1899), Spion Kop (janvier 1900) et Vaal Krantz (février 1900). Promu lieutenant-colonel le 29 novembre 1900, il est nommé compagnon de l'ordre du Bain (CB) en Afrique du Sud le 26 juin 1902. 
À la fin de la guerre, en juin 1902, il quitte Le Cap à  bord du SS Canada et retourne à Southampton à la fin de juillet. Il est nommé commandant du 1er bataillon de son régiment au grade de lieutenant-colonel le 16 juillet 1902 et nommé en 1902 au grade de colonel.
Son horreur face à la création de camps de concentration en Afrique du Sud et aux mauvais traitements des civils Boers par l'armée britannique l'a amené à écrire des articles anonymes qui ont été publiés dans le Freeman's Journal et ont attiré l'attention sur ces questions. 
Il prend sa retraite de l'armée britannique le 16 juillet 1906.

## Activités nationalistes

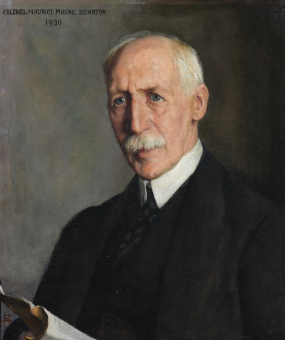
Portrait of Colonel Maurice Moore.

Moore parlait couramment l'irlandais, langue qu'il avait parlée avec les autres membres du Connaught Rangers Régiment. C'était un partisan de la Ligue gaélique.
En 1903, il commence  à donner des cours du soir dans le comté de Mayo, en enseignant la langue et l'histoire irlandaise et en soutenant en 1909 l'introduction de cette langue comme matière obligatoire à l'université nationale d'Irlande. Fortement impliqué dans le développement rural, Moore a été l'un des premiers partisans du mouvement coopératif irlandais.
Membre du comité provisoire des Volontaires irlandais en 1913, il est nommé inspecteur général de l'organisation et consacre une grande partie de l'année 1914 à l'organisation des troupes en Irlande. Moore a été un partisan très réticent de la prise de contrôle des Volontaires par John Redmond et devient le leader des volontaires nationaux après la séparation des volontaires. Moore rompit finalement avec Redmond en 1916, après l'insurrection de Pâques. Cette année-là, il a recueilli une pétition avec Agnès O'Farrelly demandant un sursis à la peine de mort de Roger Casement. À partir de 1917, il est membre du Sinn Féin, ce qui  conduisit les autorités de Dublin à effectuer plusieurs raids contre son domicile pendant la guerre d'indépendance irlandaise. En 1920, il est envoyé en Afrique du Sud.

## Carrière politique
En 1922,  William T. Cosgrave le nomme membre du Irish Free State Seanad. 
À la suite de la guerre civile irlandaise, des membres de l'IRA anti-traité attaquent des biens appartenant à des sénateurs. Le 1er février 1923, Moore Hall, sa maison ancestrale, et la propriété de son frère George, sont totalement détruites. 
Moore et Jennie Wyse Power sont les deux seuls sénateurs à s'opposer à l'élection de James Campbell, baron de Glenavy, à la fonction de Cathaoirleach (présidence du Sénat), en raison de son activité unioniste passée. Moore et Wyse Power manifestent leur opposition aux politiques gouvernementales de Cumann na nGaedheal ; Moore critique l'accord frontalier qui avait été conclu entre l'Irlande et le Royaume-Uni en 1925, ce qui l'amène à se joindre au Clann Éireann fondé par le professeur William Magennis. Lors de la signature de l'Ultimate Financial Settlement, Moore s'y oppose par une motion selon laquelle ce règlement est préjudiciable aux intérêts du pays. Il est connu pour avoir dit : « Nous avons été cambriolés et nous avons soudoyé le cambrioleur. »
En 1928, six candidats Fianna Fáil sont élus au Seanad Éireann, le sénat irlandais, sous la direction de Joseph Connolly. Moore a immédiatement rejoint le parti. Il a été désigné comme candidat pour le poste de Leas-Chathaoirleach (vice-président) du Seanad Éireann en 1928, mais a été défait par le sénateur Patrick W. Kenny de Cumann na nGaedheal par vingt-sept voix contre vingt-et-une. Il a été réélu en tant que sénateur du Fianna Fáil aux élections fédérales de 1931 pour neuf ans et le reste jusqu'à l'abolition du Seanad. Il a été de nouveau choisi comme candidat pour la présidence du sénat en 1936, mais est de nouveau battu. Moore votera finalement contre le projet de loi qui réclamait l'abolition du Seanad, tout en restant membre du parti.
Après l'adoption de la constitution irlandaise en 1937, Moore est nommé par le premier ministre Éamon de Valera comme l'un de ses onze candidats à la nouvelle Seanad. Il reste sénateur jusqu'à sa mort, à Dublin, en 1939, à l'âge de 85 ans.

## Famille
Moore a épousé Evelyn Handcock, fille de John Stradford Handcock de Dunmore, comté de Galway ; ils ont eu deux fils, Maurice et Ulick. Ulick Moore a servi dans le sixième bataillon  des Connaught Rangers pendant la Première Guerre mondiale et a été tué au combat à Sainte-Émilie le 22 mars 1918.